# Fritz Landertinger
Fritz Landertinger (26 de febrero de 1914-18 de enero de 1943) fue un deportista austríaco que compitió en piragüismo en la modalidad de aguas tranquilas.
Participó en los Juegos Olímpicos de Berlín 1936, obteniendo una medalla de plata en la prueba de K1 10 000 m.

## Palmarés internacional
| Juegos Olímpicos | Juegos Olímpicos   | Juegos Olímpicos | Juegos Olímpicos |
| Año              | Lugar              | Medalla          | Evento           |
| ---------------- | ------------------ | ---------------- | ---------------- |
| 1936             | Berlín ( Alemania) | Medalla de plata | K1 10 000 m      |